# Corriere d’Italia
Der Corriere d’Italia ist eine seit 1951 für italienische Migranten in Deutschland herausgegebene Monatsschrift in Zeitungsformat. Zunächst erschien das Blatt unter dem Titel La Squilla als Beilage der Zeitschrift L’operaio Cattolico der Italienischen Katholischen Mission in Frankfurt am Main. Seit 1963 erscheint sie eigenständig unter dem Namen Corriere d’Italia; Herausgeber ist die Delegazione I.K.M. in Germania e Scandinavia in Frankfurt.
Inhaltlich widmet sich der Corriere d’Italia dem Kulturaustausch, der Information über italienische, deutsche und europäische Politik, den Entwicklungen in der Wirtschaft sowie den sozialen, kirchlichen und kulturellen Anliegen italienischer Immigranten in Deutschland.
Die Internet-Ausgabe (siehe Weblinks) wird wöchentlich aktualisiert und verfügt über 18 thematische Rubriken, u. a. auch eine für die italienische Jugend in den deutschsprachigen Ländern in deutscher Sprache.